# Universal Pictures
Universal City Studios LLC, geschäftlich tätig als Universal Pictures (informell als Universal Studios, auch bekannt als Universal Studio Group oder kurz Universal) ist eine US-amerikanische Film- und Vertriebsgesellschaft, die im Besitz von Universal Studios ist, einem Unterhaltungskonzern, des US-amerikanischen Medienkonzerns NBCUniversal, das zum weltweit größten Medienunternehmen Comcast gehört. Universal gehört zu den sogenannten Major-Studios, den fünf größten Film- und Fernsehproduktionunternehmen in den Vereinigten Staaten. Die 1912 von Carl Laemmle, Mark Dintenfass, Charles O. Baumann, Adam Kessel, Pat Powers, William Swanson, David Horsley, Robert H. Cochrane und Jules Brulatour gegründete Universal Film Manufacturing Company waren das erste große Hollywood-Studio der amerikanischen Filmgeschichte.

## Geschichte

### Gründung und Aufstieg

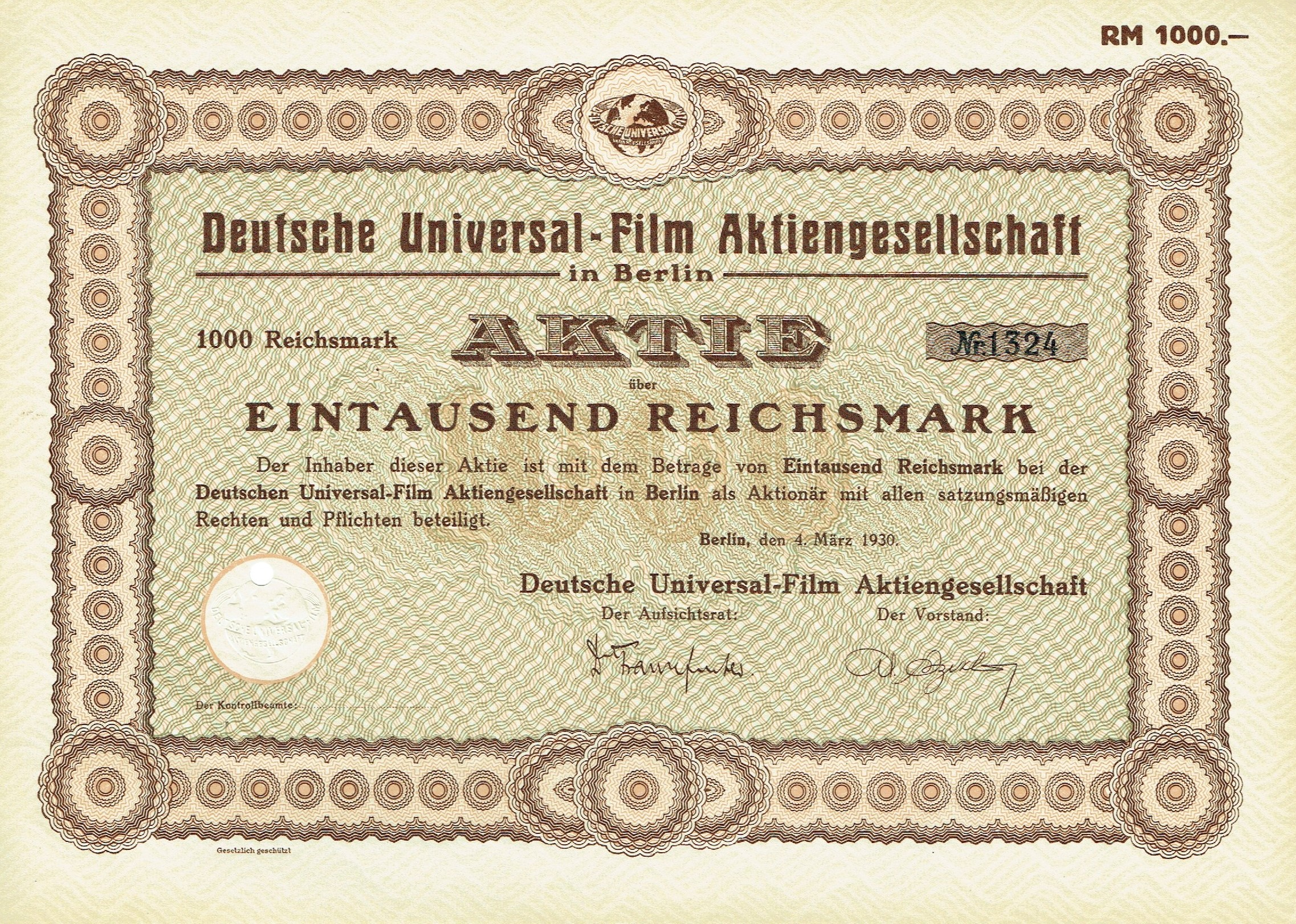
Aktie der Tochterfirma Deutsche Universal-Film AG vom 4. März 1930

Universal wurde als Aktiengesellschaft erstmals von Carl Laemmle, Mark Dintenfass, Charles O. Baumann, Adam Kessel, Pat Powers, William Swanson, David Horsley, Robert H. Cochrane und Jules Brulatour im Jahr 1912 als Universal Film Manufacturing Company gegründet. Carl Laemmle gründete bereits 1910 seine erste Filmfirma, die Independent Motion Picture Company an der Ostküste, verlagerte jedoch seinen Produktionsort bald von der Ost- an die Westküste der USA. Hier war das Wetter für Außenaufnahmen besser und die Löhne niedriger. In einer ausgestorbenen Gegend bei Los Angeles, heute als Hollywood bekannt, kaufte Carl Laemmle 170 Hektar einer alten Hühnerfarm und eröffnete hier am 15. März 1915 die Universal City Studios. Die Universal Studios waren die ersten wesentlichen Filmstudios in Hollywood.
Von 1926 bis 1936 existierte in Berlin die Tochterfirma Deutsche Universal-Film AG, die pro Jahr 3 bis 4 Filme produzierte.
Ab den 1930er-Jahren prägte Universal mit B-Movie-Horrorfilmen den Begriff Universal-Horror.

### Expansionen
Im September 2013 wurde Adam Fogelson als Ko-Vorsitzender von Universal Pictures abgesetzt, wodurch Donna Langley zur Allein-Vorsitzenden befördert wurde. Darüber hinaus wurde der Vorsitzende von NBCUniversal International, Jeff Shell, zum Vorsitzenden der neu gegründeten Universal Filmed Entertainment Group ernannt. Der langjährige Studioboss Ron Meyer würde die Aufsicht über das Filmstudio aufgeben und zum stellvertretenden Vorsitzenden von NBCUniversal ernannt, wobei er CEO Steve Burke in allen Fragen der Geschäftstätigkeit des Unternehmens beraten würde. Meyers behält nach wie vor die Aufsicht über Universal Parks and Resorts.
Universals mehrjähriger Filmfinanzierungsvertrag mit Elliott Management lief 2013 aus. Im Sommer 2013 schloss Universal eine Vereinbarung mit Thomas Tulls Legendary Pictures über den Vertrieb ihrer Filme für fünf Jahre ab 2014 (dem Jahr, in dem die ähnliche Vereinbarung von Legendary mit Warner Bros. Pictures endete).
Im Juni 2014 übernahm Universal Partnerships die Lizenzierung von Konsumgütern für NBC und Sprout, in der Erwartung, dass alle Lizenzierungen schließlich innerhalb von NBCUniversal zentralisiert werden würden. Im Mai 2015 wurde Gramercy Pictures von Focus Features als Genre-Label, das sich auf Action-, Sci-Fi- und Horrorfilme konzentrierte, wiederbelebt.
Am 16. Dezember 2015 gab Amblin Partners bekannt, dass sie mit Universal Pictures einen Fünfjahresvertriebsvertrag abgeschlossen hat, wonach die Filme entweder von Universal oder von Focus Features vertrieben und vermarktet werden.
Anfang 2016 kündigte Perfect World Pictures ein langfristiges Kofinanzierungsabkommen mit Universal an, was das erste Mal war, dass ein chinesisches Unternehmen direkt in einen mehrjährigen Slate Deal mit einem großen US-Studio investiert.
Am 28. April 2016 kündigte die Muttergesellschaft von Universal, NBCUniversal, den Kauf von DreamWorks Animation im Wert von 3,8 Milliarden Dollar an. Am 22. August 2016 wurde die Transaktion abgeschlossen. Universal übernahm den Vertriebsvertrag mit DreamWorks Animation, der 2019 mit der Veröffentlichung von Drachenzähmen leicht gemacht 3: Die geheime Welt beginnt, nachdem der Vertriebsvertrag von DreamWorks Animation mit 20th Century Fox ausgelaufen war.
Am 15. Februar 2017 erwarb Universal Pictures eine Minderheitsbeteiligung an Amblin Partners, wodurch die Beziehung zwischen Universal und Amblin gestärkt wurde und ein Minderheitsprozentsatz des Labels DreamWorks Pictures wieder mit DreamWorks Animation vereinigt wurde.

## Universal-Filmarchiv

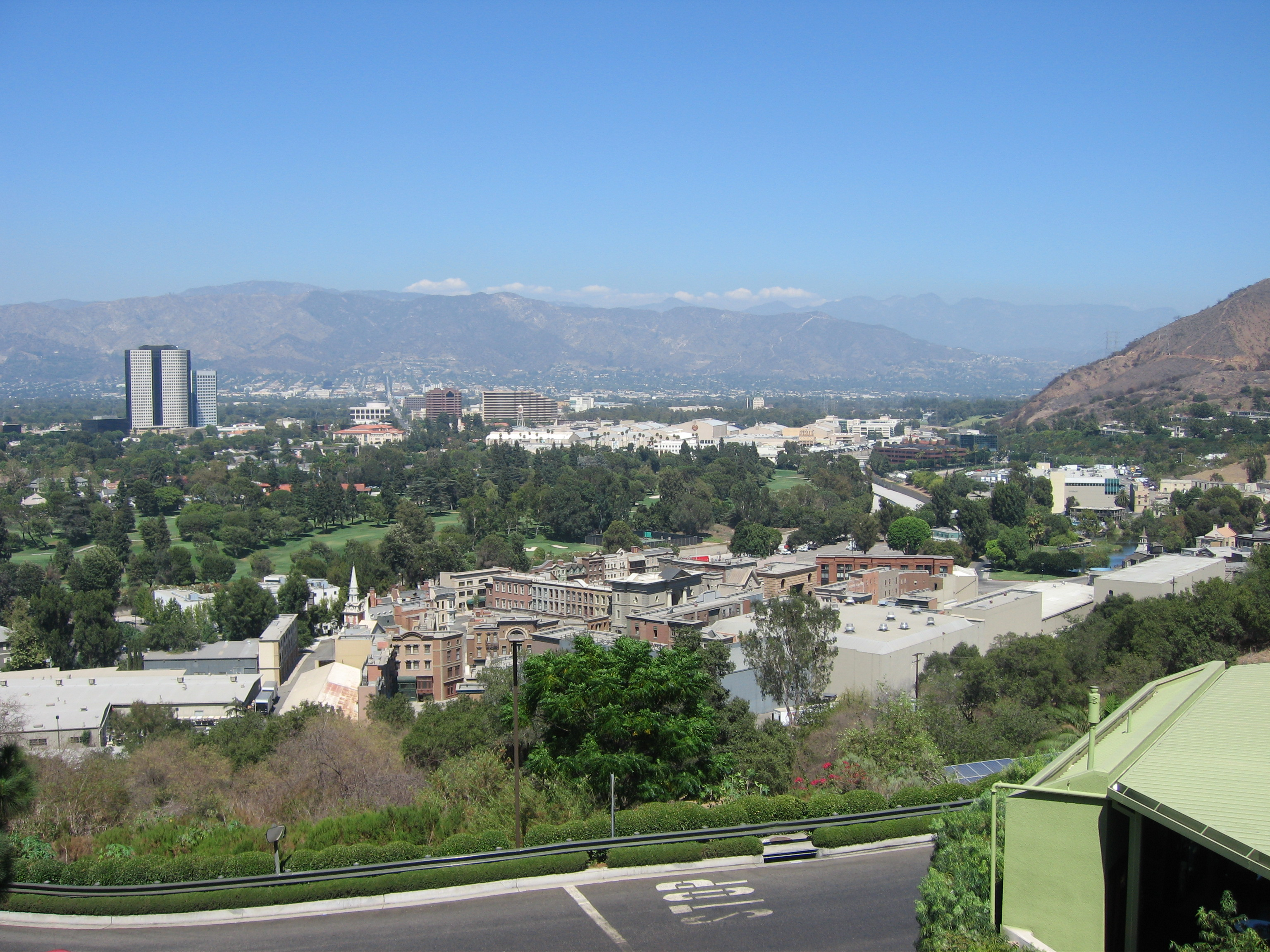
Studiogelände

Universal besitzt ein ansehnliches Filmarchiv. Dieses beherbergt nahezu alle von Universal produzierten Kino- und Kurzfilme sowie fast alle Fernsehserien, die Universal hergestellt hat.
Außerdem besitzt Universal so gut wie alle vor 1950 produzierten Tonfilme der Paramount Pictures, die von Universals späterem Eigentümer MCA 1957 gekauft worden waren. Das Archiv beinhaltet auch den MGM-Film von 1948 Der beste Mann, der nach dem Kauf von Liberty Films in den Besitz von Paramount gelangte. Schließlich befinden sich in dem Archiv auch einige Alfred-Hitchcock-Filme, die ebenfalls von Paramount Pictures produziert wurden.
Universal nennt außerdem die gesamten Archive von October Films und die Filme von 1996 bis 1999 der PolyGram Filmed Entertainment sein Eigen (MGM besitzt die meisten der PolyGram-Filme von vor 1996) sowie (durch den Mutterkonzern NBC Universal) viele der nach 1973er NBC-TV-Serien und TV-Filme.
Außerdem verfügt Universal über einige Filme von anderen Studios, darunter United-Artists-Material von vor 1952, einen Hitchcock-Film, der ursprünglich von den Warner Bros. herausgegeben wurde (Cocktail für eine Leiche) und die Rechte für Großbritannien von einem Großteil des RKO-Pictures-Archivs.

## Filmdokumentation
- Die Universal-Story (Originaltitel: The Universal Story). TV-Dokumentation von David Heeley und Joan Kramer. USA 1995, ca. 120 Minuten.